# Andrzej Kowalski (1628–1702)

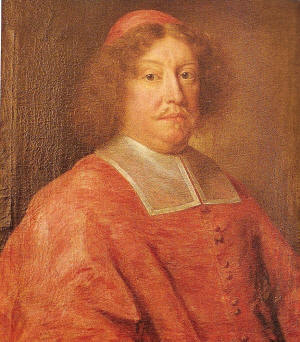
Portret Fryderyka Heskiego z lat 70. XVII wieku przypisywany Andrzejowi Kowalskiemu.

Andrzej Kowalski, (ur. 1628 na Górnym Śląsku, zm. 1702 we Wrocławiu) – polski malarz i snycerz.

## Życiorys

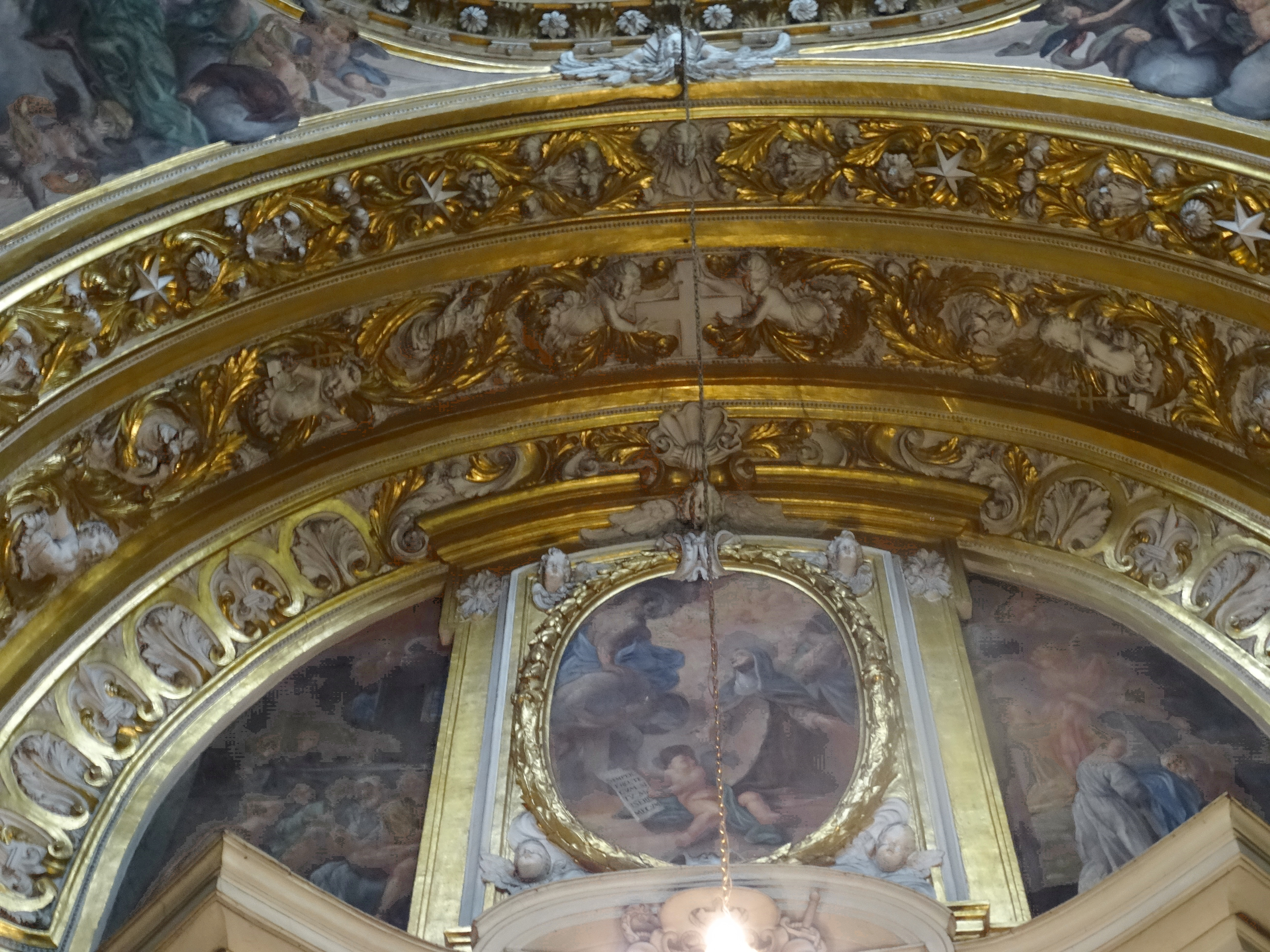
Freski autorstwa Andrzeja Kowalskiego w kaplicy św. Elżbiety

Znanych jest niewiele szczegółów z biografii artysty. Pochodził z rodziny szlacheckiej, prawdopodobnie osiadłej na Górnym Śląsku. W latach 40. XVII w. kształcił się we wrocławskiej szkole jezuitów. Później został malarzem nadwornym biskupa wrocławskiego Fryderyka Heskiego i zamieszkał na Ostrowiu Tumskim. Oprócz wizerunków dostojników świeckich i duchownych malował także obrazy religijne i freski. Zajmował się także snycerką. Zasłynął jako jeden z artystów ozdabiających kaplicę św. Elżbiety w katedrze wrocławskiej.
Utrzymywał bliskie kontakty z wrocławskim środowiskiem artystycznym, a przede wszystkim z Włochem Giacomo Scianzim, budowniczym i dekoratorem kaplicy Św. Elżbiety w katedrze wrocławskiej. W 1678 r. poślubił Jadwigę Skripczonkę, córkę krawca ze Strzelec Opolskich. Małżonkowie doczekali się sześciorga dzieci: Jana Franciszka (1678), Marii Joanny (1681), Jadwigi (1684), Jerzego (1686), Anny Jadwigi (1688) i Marii Maksymiliany (1690).

## Dzieła
- Portret Fryderyka Heskiego[1]
- Dwa malowidła (freski) w kaplicy św. Elżbiety w katedrze wrocławskiej: Śmierć św. Elżbiety i Złożenie do grobu św. Elżbiety (1683)[1]
- Rzeźba herbu dziekana katedralnego wrocławskiego księcia Fryderyka Leopolda Holstein-Sonderburg do dekoracji ołtarza w kościele św. Idziego we Wrocławiu[1]